# 혼란
혼란 또는 착란은 의학에서 어리둥절하거나 불분명한 상태이다. "급성 정신 혼란"이라는 용어는 병리를 설명하기 위해 국제질병분류와 의학주제표목에서 섬망과 번갈아가며 종종 사용된다. 지남력의 소실을 의미한다.

## 병인
- 급성 스트레스 장애
- 알코올 의존증
- 빈혈
- 항콜린제
- 불안
- 뇌손상
- 뇌종양
- 뇌진탕
- 탈수
- 뇌증
- 뇌전증 발작
- 우울증
- 피로
- 발열
- 뇌손상
- 열사병
- 저혈당증
- 저체온증
- 갑상샘저하증
- 시차증
- 신부전
- 신우신염
- 라싸열
- 리스테리아
- 라임병
- 수막염
- 산후우울증
- 정신증
- 라이 증후군
- 로키산 홍반열
- 조현병
- 아픈 건물 증후군
- 수면 무호흡증
- 뇌졸중
- 황열
- 성병
- 연쇄상구균
- 독성도
- 독성쇼크증후군
- 일과성 뇌허혈증
- 비타민 B12 결핍
- 포르피린증

## 같이 보기
- 인지적 왜곡